# Pejinović
Pejinović (cyr. Пејиновић) – wieś w Serbii, w okręgu maczwańskim, w gminie Vladimirci. W 2011 roku liczyła 203 mieszkańców.